# Фомінський (Коноський район)
Фомінський (рос. Фоминский) — селище в Коноському районі Архангельської області Російської Федерації.
Населення становить 62 особи. Входить до складу муніципального утворення Вохтомське сільське поселення.

## Історія
Від 2004 року входить до складу муніципального утворення Вохтомське сільське поселення.

## Населення
| 2002 | 2010 | 2012 |
| ---- | ---- | ---- |
| 79   | ↘62  | →62  |